# Gujarati-Schrift

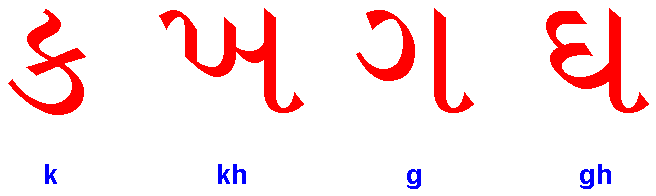
Erste Konsonantenreihe der Gujarati-Schrift

Die Gujarati-Schrift (Gujarati ગુજરાતી લિપિ Gujǎrātī Lipi) ist eine Abugida, die zu den nordindischen Schriften gehört.
Sie wird in Indien (Bundesstaat Gujarat) verwendet und war die Schrift, mit der Mahatma Gandhi das Schreiben lernte.

## Geschichte

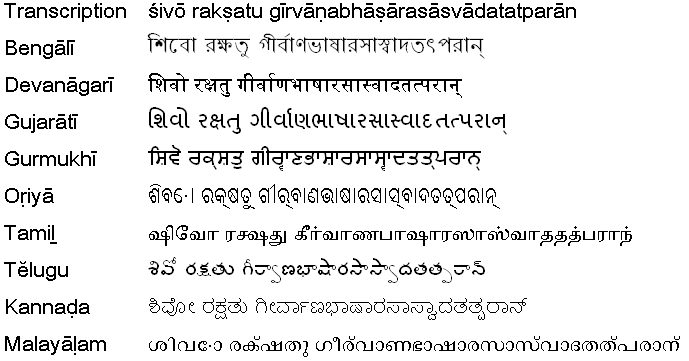
Sanskrit-Text in verschiedenen Schriften geschrieben: „Möge Shiva segnen, wem Sprache der Götter gefällt.“ (Kalidasa).

Die Gujarati-Schrift leitet sich von einer früheren Version der bengalischen Schrift her. Das älteste bekannte Manuskript in Gujarati-Schrift stammt aus dem Jahr 1592. Jedoch bis ins 19. Jahrhundert wurde sie lediglich für privates Schreiben und für Buchführung verwendet. Gelehrte und Literaten benutzten ausschließlich Devanagari. Deshalb bekam die Gujarati-Schrift auch Beinamen wie Mahajani (= Händlerschrift).

## Gemeinsamkeiten mit anderen indischen Schriften
Die Gujarati-Schrift unterscheidet sich mit Ausnahme der fehlenden Oberlinie nur wenig von der Devanagari-Schrift. Wie diese hat sie auch eine Anzahl von Ligaturen.
Wie bei allen indischen Schriften hat jede Silbe den inhärenten Vokal „a“ (ka, kha, ga …), der durch Zusatzzeichen in andere Vokale abgeändert wird (ki, khi, ghi …).
Wie bei den anderen indischen Schriften sind die Laute nach phonetischen Gesichtspunkten sortiert:

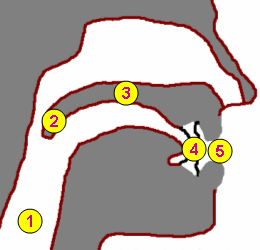
Indische Phonetik

An erster Stelle kommen die Vokale, dann nach der Artikulationsstelle (vom Rachen ausgehend):
1. Gutturale
2. Palatale
3. Retroflexe (Zerebrale)
4. Dentale
5. Labiale

Am Ende der Tabelle finden sich dann:
- Halbvokale
- Zischlaute
- Hauchlaute

## Tabelle

### Vokale
| isoliert | diakritisch | diakritisch ક | Umschrift | IPA  | Name des diakrit. Zeichens |
| -------- | ----------- | ------------- | --------- | ---- | -------------------------- |
| અ        |             | ક             | a         | ə    |                            |
| આ        | ા            | કા             | ā         | a    | kānó                       |
| ઇ        | િ            | કિ             | i         | i    | hrasva-ajju                |
| ઈ        | ી            | કી             | ī         | i    | dīrgha-ajju                |
| ઉ        | ુ            | કુ             | u         | u    | hrasva-varaḍuṃ             |
| ઊ        | ૂ            | કૂ             | ū         | u    | dīrgha-varaḍuṃ             |
| ઋ        | ૃ            | કૃ             | ṛ         | ɾu   |                            |
| એ        | ે            | કે             | e         | e, ɛ | ék mātra                   |
| ઐ        | ૈ            | કૈ             | ai        | əj   | be mātra                   |
| ઓ        | ો            | કો             | o         | o, ɔ | kāno ék mātra              |
| ઔ        | ૌ            | કૌ             | au        | əʋ   | kāno be mātra              |
| ઍ        | ૅ            | કૅ             | â         | æ    |                            |
| ઑ        | ૉ            | કૉ             | ô         | ɔ    |                            |

રૂ rū, જી jī und હૃ hṛ sind unregelmäßige Varianten von ર r, જ j und હ h.

### Konsonanten
|             | Plosive     | Plosive     | Plosive   | Plosive   | Plosive   | Plosive     | Plosive     | Plosive     | Plosive   | Plosive   | Plosive   | Plosive | Nasal | Nasal | Nasal | Sonorant | Sonorant | Sonorant | Zischlaut | Zischlaut | Zischlaut |
| stimmlos    | stimmlos    | stimmlos    | stimmlos  | stimmlos  | stimmlos  | stimmhaft   | stimmhaft   | stimmhaft   | stimmhaft | stimmhaft | stimmhaft |         | Nasal | Nasal | Nasal | Sonorant | Sonorant | Sonorant | Zischlaut | Zischlaut | Zischlaut |
| unaspiriert | unaspiriert | unaspiriert | aspiriert | aspiriert | aspiriert | unaspiriert | unaspiriert | unaspiriert | aspiriert | aspiriert | aspiriert |         | Nasal | Nasal | Nasal | Sonorant | Sonorant | Sonorant | Zischlaut | Zischlaut | Zischlaut |
| ----------- | ----------- | ----------- | --------- | --------- | --------- | ----------- | ----------- | ----------- | --------- | --------- | --------- | ------- | ----- | ----- | ----- | -------- | -------- | -------- | --------- | --------- | --------- |
| Velar       | ક           | ka          | kə        | ખ         | kha       | khə         | ગ           | ga          | ɡə        | ઘ         | gha       | ɡɦə     | ઙ     | ṅa    | ŋə    |          |          |          |           |           |           |
| Palatal     | ચ           | ca          | tʃə       | છ         | cha       | tʃhə        | જ           | ja          | dʒə       | ઝ         | jha       | dʒɦə    | ઞ     | ña    | ɲə    | ય        | ya       | jə       | શ         | śa        | ʃə        |
| Retroflex   | ટ           | ṭa          | ʈə        | ઠ         | ṭha       | ʈhə         | ડ           | ḍa          | ɖə        | ઢ         | ḍha       | ɖɦə     | ણ     | ṇa    | ɳə    | ર        | ra       | ɾə       | ષ         | ṣa        | ʃə        |
| Dental      | ત           | ta          | t̪ə        | થ         | tha       | t̪hə         | દ           | da          | d̪ə        | ધ         | dha       | d̪ɦə     | ન     | na    | nə    | લ        | la       | lə       | સ         | sa        | sə        |
| Labial      | પ           | pa          | pə        | ફ         | pha       | phə         | બ           | ba          | bə        | ભ         | bha       | bɦə     | મ     | ma    | mə    | વ        | va       | ʋə       |           |           |           |

### Ziffern
| Arabische Ziffer | Gujarati Ziffer | Name                |
| ---------------- | --------------- | ------------------- |
| 0                | ૦               | mīṇḍuṃ oder shunya  |
| 1                | ૧               | ekaṛo oder ek       |
| 2                | ૨               | bagaṛo oder bay     |
| 3                | ૩               | tragaṛo oder tran   |
| 4                | ૪               | chogaṛo oder chaar  |
| 5                | ૫               | pāṃcaṛo oder paanch |
| 6                | ૬               | chagaṛo oder chah   |
| 7                | ૭               | sātaṛo oder sāt     |
| 8                | ૮               | āṭhaṛo oder āanth   |
| 9                | ૯               | navaṛo oder nav     |

### Gujarati in Unicode
Unicode für Gujarati ist U+0A80 … U+0AFF.
|     |  | 0       | 1       | 2       | 3       | 4       | 5       | 6       | 7       | 8       | 9       | A       | B       | C       | D       | E       | F       |
| A80 |  | [ A 1 ] | ઁ        | ં        | ઃ        | [ A 1 ] | અ       | આ       | ઇ       | ઈ       | ઉ       | ઊ       | ઋ       | ઌ       | ઍ       | [ A 1 ] | એ       |
| A90 |  | ઐ       | ઑ       | [ A 1 ] | ઓ       | ઔ       | ક       | ખ       | ગ       | ઘ       | ઙ       | ચ       | છ       | જ       | ઝ       | ઞ       | ટ       |
| AA0 |  | ઠ       | ડ       | ઢ       | ણ       | ત       | થ       | દ       | ધ       | ન       | [ A 1 ] | પ       | ફ       | બ       | ભ       | મ       | ય       |
| AB0 |  | ર       | [ A 1 ] | લ       | ળ       | [ A 1 ] | વ       | શ       | ષ       | સ       | હ       | [ A 1 ] | [ A 1 ] | ઼        | ઽ       | ા        | િ        |
| AC0 |  | ી        | ુ        | ૂ        | ૃ        | ૄ        | ૅ        | [ A 1 ] | ે        | ૈ        | ૉ        | [ A 1 ] | ો        | ૌ        | ્        | [ A 1 ] | [ A 1 ] |
| AD0 |  | ૐ       | [ A 1 ] | [ A 1 ] | [ A 1 ] | [ A 1 ] | [ A 1 ] | [ A 1 ] | [ A 1 ] | [ A 1 ] | [ A 1 ] | [ A 1 ] | [ A 1 ] | [ A 1 ] | [ A 1 ] | [ A 1 ] | [ A 1 ] |
| AE0 |  | ૠ       | ૡ       | ૢ        | ૣ        | [ A 1 ] | [ A 1 ] | ૦       | ૧       | ૨       | ૩       | ૪       | ૫       | ૬       | ૭       | ૮       | ૯       |
| AF0 |  | ૰       | ૱       | [ A 1 ] | [ A 1 ] | [ A 1 ] | [ A 1 ] | [ A 1 ] | [ A 1 ] | [ A 1 ] | ૹ       | ૺ        | ૻ        | ૼ        | ૽        | ૾        | ૿        |

1. 1 2 3 4 5 6 7 8 9 10 11 12 13 14  Codepunkt ist nicht zugewiesen